# Тавсуреби
Тавсуреби (груз. თავსურები) — село в Грузии, на территории Чохатаурского муниципалитета края (мхаре) Гурия.

## География
Село находится в западной части Грузии, на правом берегу реки Супсы, на расстоянии приблизительно 18 километров (по прямой) к востоко-юго-востоку от посёлка городского типа Чохатаури, административного центра муниципалитета. Абсолютная высота — 772 метра над уровнем моря.

## Население
По результатам официальной переписи населения 2014 года, в Тавсуреби проживало 48 человек (26 мужчин и 22 женщины). В национальной структуре населения грузины составляли 100 %.
| Год  | Население, человек |
| ---- | ------------------ |
| 2002 | 79                 |
| 2014 | ↘ 48               |